# Michelle Wright (Schauspielerin)
Michelle Wright (* 18. April 1967, Salt Lake City, Utah) ist eine US-amerikanische Schauspielerin.

## Karriere
Michelle Wright hat in Filmen und Fernsehserien wie Don’t Look Under the Bed, Der Tod kommt nie allein, New York Cops – NYPD Blue, General Hospital, Ein Hauch von Himmel und Reflections in the Mud eine Reporterin gespielt. In Born To Kill – Tödliche Erinnerungen  von John Flynn ist sie als Kriminalbeamtin zu sehen. In dem Horrorfilm Ein dunkler Geist aus dem Jahr 2000 ist Wright als Partygast zu sehen. Im selben Jahr erhielt sie die Rolle der Mrs. Spalding in The Right Temptation – Mörderische Versuchung, an der Seite von Kiefer Sutherland, ihre Tätigkeit fand im Abspann keine Erwähnung. Im Jahr 2003 erhielt sie die Nebenrolle der Sharon in dem Filmdrama Day of Defense. Im Jahr 2004 stand sie neben Aidan Quinn und Marcia Gay Harden in See You in My Dreams vor der Kamera.

## Filmografie (Auswahl)
- 1999: Die Rückkehr der vergessenen Freunde (Don’t Look Under the Bed)
- 1999: Born To Kill – Tödliche Erinnerungen (Absence of the Good, Fernsehfilm)
- 2000: Der Tod kommt nie allein (Partners in Crime)
- 2000: New York Cops – NYPD Blue (NYPD Blue, Fernsehserie, Folge The Last Round Up)
- 2000: Ein dunkler Geist (The Darkling, Fernsehfilm)
- 2000: The Right Temptation – Mörderische Versuchung (The Right Temptation)
- 2000: General Hospital (Fernsehserie, eine Folge)
- 2000: Ein Hauch von Himmel (Touched by an Angel, Fernsehserie, Folge 7x08 Reasonable Doubt)
- 2003: Day of Defense
- 2004: See You in My Dreams (Fernsehfilm)
- 2009: Reflections in the Mud